# الجريمة في إسرائيل
الجريمة في إسرائيل موجودة في أشكال مختلفة في إسرائيل حيث تشمل الإتجار بالمخدرات، والإتجار بالأسلحة، والسطو، وسرقة السيارات، والاتجار بالبشر، وغير ذلك.
ازدادت الجريمة المنظمة بي بي سي بشكل كبير في إسرائيل منذ التسعينيات، حيث وصفتها هيئة الإذاعة البريطانية والشرطة الإسرائيلية بأنها «صناعة مزدهرة». حيث وسعت جماعات الجريمة المنظمة الإسرائيلية أنشطتها في بلدان أجنبية مثل الولايات المتحدة وجنوب أفريقيا وهولندا.
فوفقا لتقرير صادر عن الشرطة الإسرائيلية، يعد الاتجار بالمخدرات، وبالنساء بغرض القمار غير المشروع والإستغلال الجنسي، والقراصنة، والعقارات الأشكال الرئيسية للجريمة في البلد. في عام 2002 وثقت الشرطة الإسرائيلية 854 464 ملفا جنائيا وملاحقات قضائية، وفي عام 2003 بلغ عدد القضايا 688 484 قضية، بزيادة بلغت نسبة 4.5 في المائة مقارنة بعام 2002.

## أنظر كذلك
- مافيا إسرائيلية
- إرهاب منسوب لليهود
- المقاومة الفلسطينية